# Khylin Rhambo
Khylin Trejon Rambo (California, 8 gennaio 1996) è un attore statunitense, noto per il ruolo di Charles Johnson in The First Family e per quello di Mason Hewitt in Teen Wolf.

## Biografia
Khylin Trejon Rhambo è nato in California nel 1996 e ha una sorella di nome Faith Rhambo.
Ha iniziato la sua carriera in tenera età, modellando per vari prodotti come Lee Jeans, Hasbro, Disney e Mattel Toys, prima di interessarsi alla recitazione all'età di 8 anni e iniziare a frequentare corsi di recitazione. Dopo aver ottenuto rapidamente il riconoscimento da diversi agenti di talento che hanno frequentato alcuni dei suoi corsi di recitazione.
Khylin è anche un aspirante scrittore, che spera di scrivere un giorno la sua sceneggiatura.

## Filmografia

### Cinema
- Ender's Game, regia di Gavin Hood (2013)
- 47 metri - Uncaged (47 Meters Down: Uncaged), regia di Johannes Roberts (2019)
- Teen Wolf - Il film (Teen Wolf: The Movie), regia di Russell Mulcahy (2023)

### Televisione
- Reed Between the Lines – serie TV, episodio 1×01 (2011)
- Criminal Minds – serie TV, episodio 7×07 (2011)
- The First Family – serie TV, 34 episodi (2012-2015)
- Teen Wolf – serie TV, 38 episodi (2014-2017)